# مقاطعة ديف سميث (تكساس)

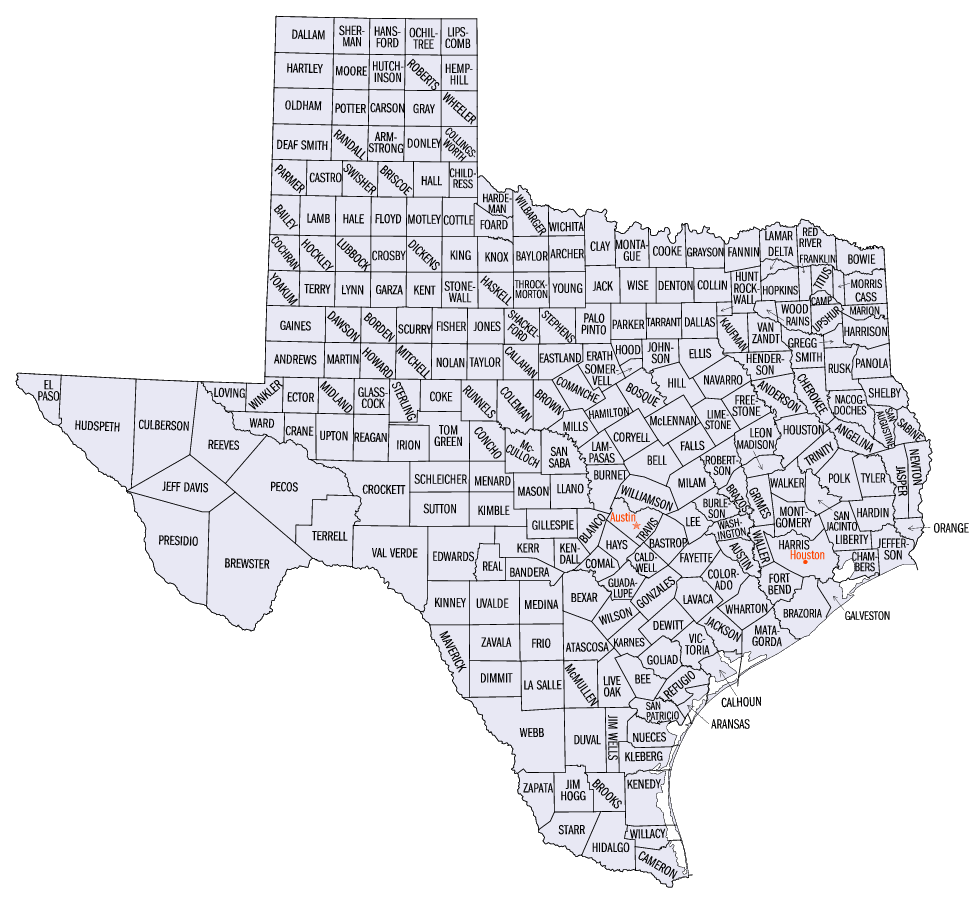
خارطة مقاطعات تكساس

موقع المقاطعة في ولاية تكساس

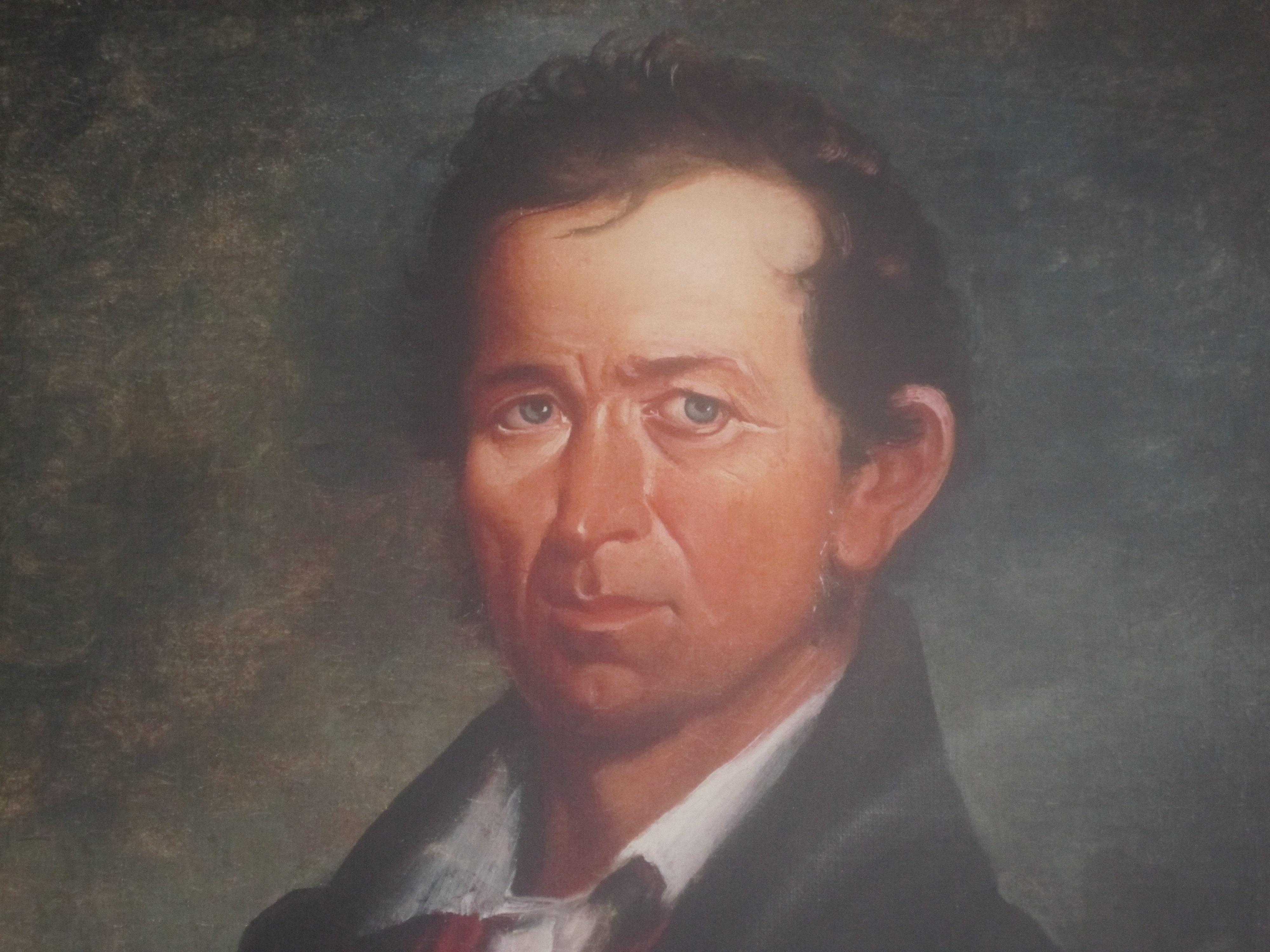
ديف سميث من متحف هيرفورد

مقاطعة ديف سميث (بالإنجليزية: Deaf Smith  County)‏ هي إحدى المقاطعات في ولاية تكساس، الولايات المتحدة الأمريكية، يبلغ عدد سكانها 19,372 نسمة طبقا لإحصاء عام 2010 .

## التاريخ
في عام 1876 حدد المجلس التشريعي الولاية وتسمية المحافظة، ولكن لم يتم تنظيم ذلك حتى عام 1890، مع بلدة لا بلاتا كمقر المقاطعة الأصلي. كان اسم المقاطعة إيراستوس ديف سميث (1787-1837).
وقد تم اختيار هذه المقاطعة أيضا كموقع بديل لاحتمال مستودع التخلص من النفايات النووية ولكن أسقطت في وقت لاحق ,وقد قام مؤسس السهم ميلز "جيسي فرانك فورد"، بقيادة المعارضة إلى موقع لصم سميث على أساس تلوث المياه الجوفية أوجالالا، ومصدر الكثير من إمدادات المياه لغرب تكساس.